# 밤 케이크
밤 케이크(Barm cake)는 잉글랜드 북서부의 부드럽고 둥글며 납작한 롤빵이다.
칩이 들어간 밤 케이크는 영국 북서부의 대부분의 피시 앤 칩스 가게에서 판매되며 종종 칩 밤이라고 불린다. 북서부, 특히 그레이터 맨체스터에서 인기 있는 또 다른 음식은 패스티 밤이다.  위건에서는 향긋한 파이가 밤 케이크에 담겨서 나오는데, 이 케이크는 "위건 케밥"으로 알려져 있다.